# Paola Félix Díaz
Sara Paola Gálico Félix Díaz (Ciudad de México; 13 de septiembre de 1987), más conocida como Paola Félix Díaz. Es una activista y política mexicana, militante del Movimiento Regeneración Nacional. Fue diputada federal al Congreso de la Unión por el distrito 17 de la Ciudad de México de 2015-2018. Se desempeñó como directora general del Fondo Mixto de Promoción Turística de la Ciudad de México de 2018-2021 en la gestión de Claudia Sheinbaum como Jefa de gobierno. Desde el 1 de septiembre al 6 de noviembre de 2021 fue Secretaria de Turismo de la Ciudad de México.

## Trayectoria
Paola Félix Díaz es Licenciada en Derecho por la Universidad Nacional Autónoma de México y actualmente cursa una maestría en Administración por la Universidad del Valle de México. Se ha destacado como activista en contra de la trata de personas, trabajando en varias ONG dedicadas a combatirla, llegando a ocupar el puesto de directora del Movimiento Universitario Contra la Esclavitud 1 a 1 de la UNAM. Es descendiente de Félix Díaz Mori, hermano del presidente mexicano Porfirio Díaz.
En 2010 participó como concursante del programa de telerrealidad La Academia, producido por TV Azteca, en su denominada octava generación; en dicho concurso fue conocida por el nombre de Lara Paola Bustamante Félix Díaz.
Inicialmente miembro del Partido Verde Ecologista de México, este la postuló como candidata a diputada federal por el Distrito 17 de la Ciudad de México, siendo electa a la LXIII Legislatura de 2015 a 2018. En la Cámara de Diputados fue secretaria de las comisiones de Contra la trata de personas y de Defensa Nacional, así como integrante de las comisiones de Atención a Grupos Vulnerables, de Seguridad Pública y de la Ciudad de México.
El 11 de abril de 2017 anunció su renuncia a la militancia en el PVEM y su afiliación a Morena, así como su incorporación a su bancada legislativa; posteriormente denunció que uno de los motivos por los que se incorporó a Morena, fue debido a que el político priísta y exjefe delegacional de Cuajimalpa, Adrián Rubalcava Suárez, le habría impedido mediante amenazas el poder realizar trabajo político en su distrito electoral, llegando a amenazarla de muerte; lo que fue rechazado por Rubalcava, quien amenazó como demandarla por difamación.
En 2018 fue postulada candidata a alcaldesa de Cuajimalpa de Morelos por la coalición Juntos Haremos Historia, enfrentándose precisamente a Adrián Rubalcava como candidato de la coalición Todos por México; durante la campaña denunció nuevamente agresiones por parte de este, así mismo sufrió de rechazo por parte de algunos sectores de su nuevo partido.
Tras perder los comicios, el 12 de diciembre de ese mismo año, la jefa de gobierno de la Ciudad de México, Claudia Sheinbaum, la nombró como directora general del Fondo Mixto de Promoción Turística de la Ciudad de México. En septiembre de 2019 cobró notoriedad al anunciarse su inclusión entre un grupo de legisladoras como «embajadora» de la película Inesperado, producida por el actor mexicano Eduardo Verástegui, que tiene como fin el oponerse al derecho al aborto.